# Heliotropium mesinanum
Heliotropium mesinanum är en strävbladig växtart som beskrevs av Bge. Heliotropium mesinanum ingår i Heliotropsläktet som ingår i familjen strävbladiga växter. Inga underarter finns listade i Catalogue of Life.